# WTA Finals 2017
|             |  |                   |
| Tímea Babos |  | Andrea Hlaváčková |

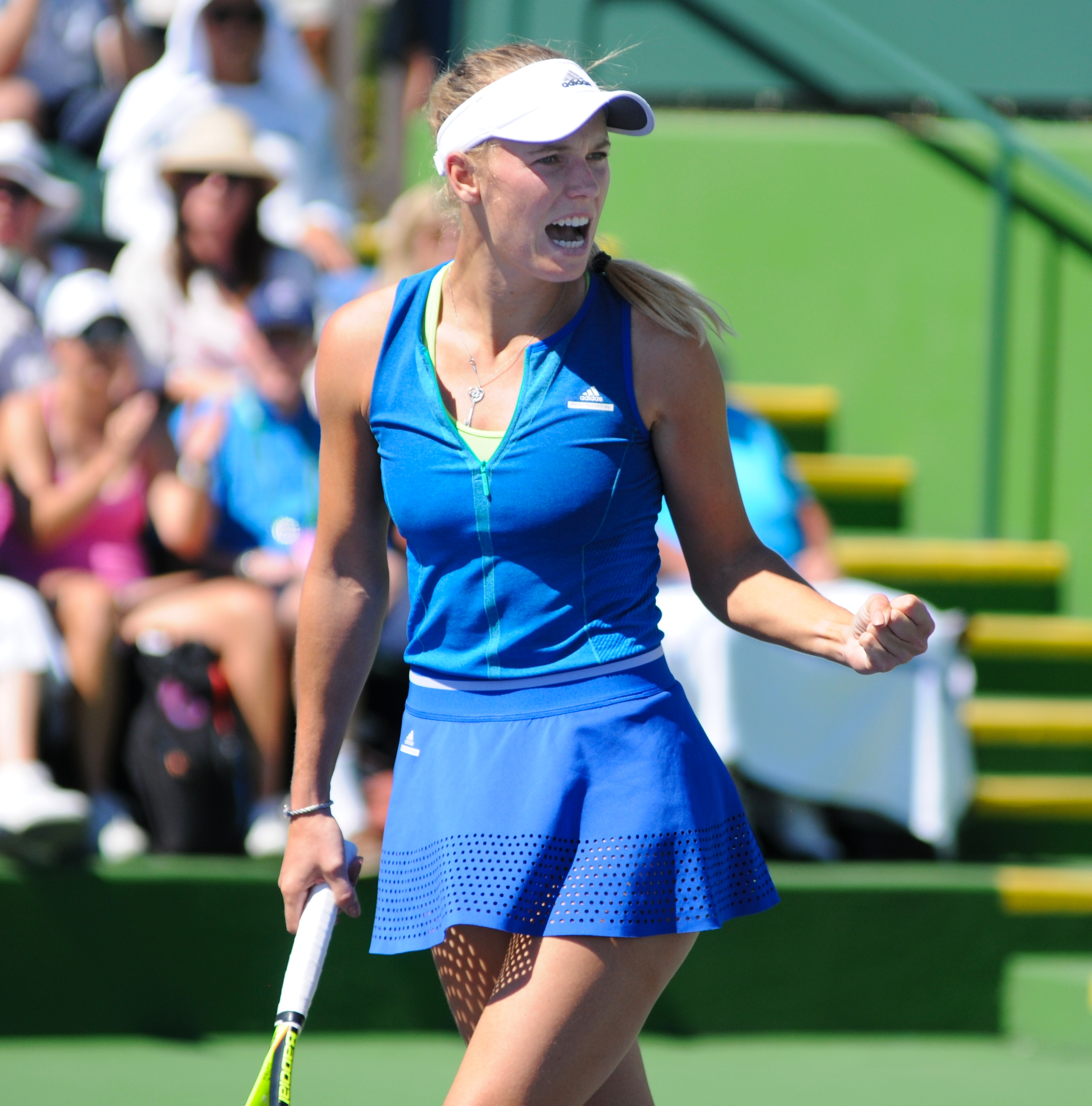
Winnares in het enkelspel, Caroline Wozniacki

Het eindejaarstoernooi WTA Finals van 2017 werd gespeeld van 22 tot en met 29 oktober 2017. Het tennistoernooi vond plaats in de stadstaat Singapore. Het was de 47e editie van het toernooi, voor de vierde keer in Singapore. Er werd gespeeld op hardcourt-binnenbanen in het Singapore Indoor Stadium in Kallang.
Net als het vorige jaar werd het enkelspeltoernooi gespeeld met acht deelnemers, en het dubbelspeltoernooi met acht koppels. Evenals in 2016 en 2014 werd het enkelspeltoernooi gespeeld met een groepsfase, en het dubbelspeltoernooi met een reguliere eerste ronde met afvalwedstrijden. Geen enkele speelster nam zowel aan het enkel- als aan het dubbelspeltoernooi deel.
De aanvangsdatum viel, evenals het vorige jaar, op zondag. Daaraan voorafgaand werd het Future Stars-toernooi gespeeld, waarin 48 jonge speelsters uit 21 landen in de regio Azië/Pacific de strijd aanbonden in twee leeftijdscategorieën: onder 14 jaar en onder 16 jaar. Winnares bij de zestienjarigen werd de Australische Megan Smith, die op zondag 22 oktober de finale won van de Taiwanese Lee Ya-hsin. Bij de veertienjarigen won de Indonesische Priska Madelyn Nugroho, ten koste van de Thaise Primada Jattavapornvanit.
De WTA Finals van 2017 trok een, voor Singapore, recordaantal van 133.000 toeschouwers.

## Samenvatting
Enkelspel
Titelhoudster Dominika Cibulková behoorde niet tot de acht speelsters die zich hadden gekwalificeerd voor dit toernooi.
De als eerste geplaatste Simona Halep nam wraak op Caroline Garcia voor het in Peking geleden verlies, maar verloor haar andere twee groepswedstrijden (van Wozniacki en Svitolina). Zij ging niet naar de halve finale, maar behield wel haar eerste plek op de wereldranglijst.
Het zesde reekshoofd, Caroline Wozniacki uit Denemarken, won het toernooi. In de finale versloeg zij de als vijfde geplaatste Amerikaanse Venus Williams in twee sets. Wozniacki wist voor het eerst in haar carrière het eindejaarskampioenschap op haar naam te schrijven, na een van Kim Clijsters verloren finale in 2010. Het was haar 27e WTA-titel, de tweede van 2017.
Dubbelspel
Titelverdedigsters Jekaterina Makarova en Jelena Vesnina waren het tweede reekshoofd. Zij bereikten de halve finale, waarin zij werden uitgeschakeld door de Nederlandse Kiki Bertens en Johanna Larsson uit Zweden.
Het eerste reekshoofd, Chan Yung-jan en Martina Hingis, wist evenmin de halve finale door te komen, nadat Hingis haar (derde) afscheid van de tennissport had aangekondigd. Babos en Hlaváčková hadden de eer om hen uit te zwaaien.
Het als derde geplaatste duo Tímea Babos en Andrea Hlaváčková won het toernooi. In de finale versloegen zij het als achtste geplaatste koppel Kiki Bertens en Johanna Larsson in de match-tiebreak. Het was hun vijfde gezamenlijke titel. De Hongaarse Babos had daarnaast twaalf eerdere dubbelspeltitels met andere partners; de Tsjechische Hlaváčková twintig.

## Enkelspel
Dit toernooi werd gespeeld van zondag 22 tot en met zondag 29 oktober 2017, met de groepsfase uitgespreid over zes dagen (22–27 oktober), de halve finales op 28 oktober en de finale op 29 oktober.
De acht deelneemsters vertegenwoordigden acht verschillende landen: Denemarken, Frankrijk, Letland, Oekraïne, Roemenië, Spanje, Tsjechië en de Verenigde Staten.

### Deelnemende speelsters
| Nr. | Speelster          | rang | Groep† | Resultaat    | Verloor van          |
| --- | ------------------ | ---- | ------ | ------------ | -------------------- |
| 1.  | Simona Halep       | 1    | rood   | groepsfase   | Wozniacki, Svitolina |
| 2.  | Garbiñe Muguruza   | 2    | wit    | groepsfase   | Plíšková, Williams   |
| 3.  | Karolína Plíšková  | 3    | wit    | halve finale | Caroline Wozniacki   |
| 4.  | Elina Svitolina    | 4    | rood   | groepsfase   | Wozniacki, Garcia    |
| 5.  | Venus Williams     | 5    | wit    | finale       | Caroline Wozniacki   |
| 6.  | Caroline Wozniacki | 6    | rood   | winnares     | winnares             |
| 7.  | Jeļena Ostapenko   | 7    | wit    | groepsfase   | Muguruza, Williams   |
| 8.  | Caroline Garcia    | 9    | rood   | halve finale | Venus Williams       |

Drie speelsters namen niet eerder deel aan de WTA Tour Championships c.q. WTA Finals: Caroline Garcia, Jeļena Ostapenko en Elina Svitolina.
Op de reservebank zaten Kristina Mladenovic en Svetlana Koeznetsova – zij hoefden niet in actie te komen.

### Prijzengeld en WTA-punten
| Resultaat                | Prijzengeld      | WTA-punten |
| ------------------------ | ---------------- | ---------- |
| winnares                 | R1 + $ 1.750.000 | R1 + 750   |
| finale                   | R1 + $ 590.000   | R1 + 330   |
| halve finale             | R1 + $ 40.000    | R1         |
| eerste ronde (3/3 zeges) | $ 610.000        | 750        |
| eerste ronde (2/3 zeges) | $ 457.000        | 625        |
| eerste ronde (1/3 zege)  | $ 304.000        | 500        |
| eerste ronde (0/3 zeges) | $ 151.000        | 375        |

- R1 = de opbrengst van de eerste ronde (groepswedstrijden).
- Een foutloos parcours had de winnares $ 2.360.000 en 1500 punten kunnen opleveren.

### Halve finale en finale
|  | halve finale | halve finale       | halve finale   | halve finale | halve finale |                |                    | finale | finale | finale | finale | finale |
|  |              |                    |                |              |              |                |                    |        |        |        |        |        |
|  | 3            | Karolína Plíšková  | 69             | 3            |              |                |                    |        |        |        |        |        |
|  | 6            | Caroline Wozniacki | 7              | 6            |              |                |                    |        |        |        |        |        |
|  | 6            | Caroline Wozniacki | 7              | 6            |              | 6              | Caroline Wozniacki | 6      | 6      |        |        |        |
|  |              |                    |                |              |              | 6              | Caroline Wozniacki | 6      | 6      |        |        |        |
|  |              | 5                  | Venus Williams | 4            | 4            |                |                    |        |        |        |        |        |
|  | 5            | 5                  | Venus Williams | 4            | 4            | Venus Williams | 63                 | 6      | 6      |        |        |        |
|  | 5            |                    |                |              |              | Venus Williams | 63                 | 6      | 6      |        |        |        |
|  | 8            | Caroline Garcia    | 7              | 2            | 3            |                |                    |        |        |        |        |        |

| Legenda | Legenda                  |
| ------- | ------------------------ |
| Q       | Qualifier                |
| WC      | Deelname via wildcard    |
| LL      | Lucky Loser              |
| r       | Opgave / trok zich terug |
| w/o     | Walk-over                |
| Alt     | Alternate                |
| SE      | Special Exempt           |
| PR      | Protected Ranking        |
| d       | Diskwalificatie          |

### Groepswedstrijden

#### Rode groep
Resultaten
| wedstrijd              | wedstrijd | wedstrijd              | score         |
| Simona Halep (1)       | –         | Caroline Garcia (8)    | 6-4, 6-2      |
| Caroline Wozniacki (6) | –         | Elina Svitolina (4)    | 6-2, 6-0      |
| Caroline Wozniacki (6) | –         | Simona Halep (1)       | 6-0, 6-2      |
| Caroline Garcia (8)    | –         | Elina Svitolina (4)    | 6-7, 6-3, 7-5 |
| Caroline Garcia (8)    | –         | Caroline Wozniacki (6) | 0-6, 6-3, 7-5 |
| Elina Svitolina (4)    | –         | Simona Halep (1)       | 6-3, 6-4      |

Klassement
| nr. | speelster              | partijen w-v | sets w-v | games w-v |
| 1.  | Caroline Garcia (8)    | 2-1          | 4-4      | 38-41     |
| 2.  | Caroline Wozniacki (6) | 2-1          | 5-2      | 38-17     |
| 3.  | Elina Svitolina (4)    | 1-2          | 3-4      | 29-38     |
| 4.  | Simona Halep (1)       | 1-2          | 2-4      | 21-30     |

#### Witte groep
Resultaten
| wedstrijd             | wedstrijd | wedstrijd             | score         |
| Karolína Plíšková (3) | –         | Venus Williams (5)    | 6-2, 6-2      |
| Garbiñe Muguruza (2)  | –         | Jeļena Ostapenko (7)  | 6-3, 6-4      |
| Venus Williams (5)    | –         | Jeļena Ostapenko (7)  | 7-5, 6-7, 7-5 |
| Karolína Plíšková (3) | –         | Garbiñe Muguruza (2)  | 6-2, 6-2      |
| Jeļena Ostapenko (7)  | –         | Karolína Plíšková (3) | 6-3, 6-1      |
| Venus Williams (5)    | –         | Garbiñe Muguruza (2)  | 7-5, 6-4      |

Klassement
| nr. | speelster             | partijen w-v | sets w-v | games w-v |
| 1.  | Karolína Plíšková (3) | 2-1          | 4-2      | 28-20     |
| 2.  | Venus Williams (5)    | 2-1          | 4-3      | 37-38     |
| 3.  | Garbiñe Muguruza (2)  | 1-2          | 2-4      | 25-32     |
| 4.  | Jeļena Ostapenko (7)  | 1-2          | 3-4      | 36-36     |

## Dubbelspel
Eerste ronde op 26 en 27 oktober, halve finales op zaterdag 28 oktober; finale op zondag 29 oktober 2017.

### Deelnemende teams
| Nr. | Team                                       | rang  | Resultaat    | Verloren van                       |
| --- | ------------------------------------------ | ----- | ------------ | ---------------------------------- |
| 1.  | Chan Yung-jan Martina Hingis               | 2+1   | halve finale | Tímea Babos Andrea Hlaváčková      |
| 2.  | Jekaterina Makarova Jelena Vesnina         | 3+3   | halve finale | Kiki Bertens Johanna Larsson       |
| 3.  | Tímea Babos Andrea Hlaváčková              | 14+7  | winnaressen  | winnaressen                        |
| 4.  | Ashleigh Barty Casey Dellacqua             | 13+11 | eerste ronde | Kiki Bertens Johanna Larsson       |
| 5.  | Gabriela Dabrowski Xu Yifan                | 18+17 | eerste ronde | Jekaterina Makarova Jelena Vesnina |
| 6.  | Anna-Lena Grönefeld Květa Peschke          | 21+21 | eerste ronde | Chan Yung-jan Martina Hingis       |
| 7.  | Andreja Klepač María José Martínez Sánchez | 24+24 | eerste ronde | Tímea Babos Andrea Hlaváčková      |
| 8.  | Kiki Bertens Johanna Larsson               | 23+26 | finale       | Tímea Babos Andrea Hlaváčková      |

### Prijzengeld en WTA-punten
| Resultaat    | Prijzengeld (per team) | WTA- punten |
| ------------ | ---------------------- | ----------- |
| winnaressen  | $ 500.000              | 1500        |
| finale       | $ 260.000              | 1080        |
| halve finale | $ 157.500              | 750         |
| eerste ronde | $ 81.250               | 375         |

### Toernooischema
| Legenda | Legenda                  |
| ------- | ------------------------ |
| Q       | Qualifier                |
| WC      | Deelname via wildcard    |
| LL      | Lucky Loser              |
| r       | Opgave / trok zich terug |
| w/o     | Walk-over                |
| Alt     | Alternate                |
| SE      | Special Exempt           |
| PR      | Protected Ranking        |
| d       | Diskwalificatie          |

|  | eerste ronde | eerste ronde                               | eerste ronde                       | eerste ronde                 | eerste ronde |                               |                              | halve finale                 | halve finale | halve finale | halve finale | halve finale |  |  | finale | finale                        | finale | finale | finale |
|  |              |                                            |                                    |                              |              |                               |                              |                              |              |              |              |              |  |  |        |                               |        |        |        |
|  | 1            | Chan Yung-jan Martina Hingis               | 6                                  | 6                            |              |                               |                              |                              |              |              |              |              |  |  |        |                               |        |        |        |
|  | 6            | Anna-Lena Grönefeld Květa Peschke          | 3                                  | 2                            |              |                               |                              |                              |              |              |              |              |  |  |        |                               |        |        |        |
|  | 6            | Anna-Lena Grönefeld Květa Peschke          | 3                                  | 2                            |              | 1                             | Chan Yung-jan Martina Hingis | 4                            | 65           |              |              |              |  |  |        |                               |        |        |        |
|  |              |                                            |                                    |                              |              | 1                             | Chan Yung-jan Martina Hingis | 4                            | 65           |              |              |              |  |  |        |                               |        |        |        |
|  |              | 3                                          | Tímea Babos Andrea Hlaváčková      | 6                            | 7            |                               |                              |                              |              |              |              |              |  |  |        |                               |        |        |        |
|  | 3            | 3                                          | Tímea Babos Andrea Hlaváčková      | 6                            | 7            | Tímea Babos Andrea Hlaváčková | 6                            | 6                            |              |              |              |              |  |  |        |                               |        |        |        |
|  | 3            |                                            |                                    |                              |              | Tímea Babos Andrea Hlaváčková | 6                            | 6                            |              |              |              |              |  |  |        |                               |        |        |        |
|  | 7            | Andreja Klepač María José Martínez Sánchez | 3                                  | 4                            |              |                               |                              |                              |              |              |              |              |  |  |        |                               |        |        |        |
|  |              |                                            |                                    |                              |              |                               |                              |                              |              |              |              |              |  |  | 3      | Tímea Babos Andrea Hlaváčková | 4      | 6      | [10]   |
|  |              |                                            | 8                                  | Kiki Bertens Johanna Larsson | 6            | 4                             | [5]                          |                              |              |              |              |              |  |  |        |                               |        |        |        |
|  | 8            | Kiki Bertens Johanna Larsson               | 7                                  | 61                           | [10]         |                               |                              |                              |              |              |              |              |  |  |        |                               |        |        |        |
|  | 4            | Ashleigh Barty Casey Dellacqua             | 67                                 | 7                            | [6]          |                               |                              |                              |              |              |              |              |  |  |        |                               |        |        |        |
|  | 4            | Ashleigh Barty Casey Dellacqua             | 67                                 | 7                            | [6]          |                               | 8                            | Kiki Bertens Johanna Larsson | 6            | 6            |              |              |  |  |        |                               |        |        |        |
|  |              |                                            |                                    |                              |              |                               | 8                            | Kiki Bertens Johanna Larsson | 6            | 6            |              |              |  |  |        |                               |        |        |        |
|  |              | 2                                          | Jekaterina Makarova Jelena Vesnina | 4                            | 3            |                               |                              |                              |              |              |              |              |  |  |        |                               |        |        |        |
|  | 5            | 2                                          | Jekaterina Makarova Jelena Vesnina | 4                            | 3            | Gabriela Dabrowski Xu Yifan   | 1                            | 1                            |              |              |              |              |  |  |        |                               |        |        |        |
|  | 5            |                                            |                                    |                              |              | Gabriela Dabrowski Xu Yifan   | 1                            | 1                            |              |              |              |              |  |  |        |                               |        |        |        |
|  | 2            | Jekaterina Makarova Jelena Vesnina         | 6                                  | 6                            |              |                               |                              |                              |              |              |              |              |  |  |        |                               |        |        |        |